# Informe de la comisión de estudio de las hojas de coca
El Informe de la comisión de estudio de las hojas de coca es un estudio de las Naciones Unidas (ONU) publicado en 1950. El estudio fue solicitado por el gobierno del Perú en marzo de 1947, a través de su representante permanente Carlos Holguín de Lavalle, y dirigido al secretario general de la ONU.
Fue encargado para determinar los efectos, las motivaciones y las implicaciones políticas sociales y económicas del uso tradicional del chacchado de las hojas de coca (principalmente, de las variedades Huánuco y Trujillo) en Perú y Bolivia, «y en caso de determinarse que el hábito resultase dañino», determinar las medidas necesarias para erradicarlo. El estudio finalmente recomendó suprimir el hábito del chacchado en unos pocos años. El informe también «determinó incorrectamente que la hoja de coca causaba desnutrición, afectaba negativamente la personalidad del usuario y limitaba su actividad económica». Las investigaciones más recientes sobre la masticación de la coca muestran que muchos de los hallazgos del informe eran falsos.
Con base en este informe, la planta de la coca fue incluida junto al opio y la cannabis dentro de la Convención Única sobre Estupefacientes de 1961, imponiendo restricciones a su cultivo y buscando erradicar su uso tradicional en 25 años.

## Antecedentes
Las hojas de la coca han sido utilizadas ancestralmente por comunidades indígenas en Sudamérica y Centroamérica, específicamente Argentina, Bolivia, Chile, Colombia, Ecuador, Nicaragua, Panamá, Perú y Venezuela. El uso de las hojas de coca en el área andina se remonta, cuando menos, a unos seis mil años antes de nuestra era. Se han hallado evidencias arqueológicas y arqueobotánicas en varias culturas ubicadas en el Periodo Formativo como Valdivia hasta el Horizonte Tardío como la Inca.
El acullico (también llamado chacchado) de las hojas de coca forma parte integral de la tradición cultural andina y su cosmovisión. Para la mayoría de usuarios en los Andes, la hoja de coca sigue teniendo un carácter sagrado y cumple funciones tónicas, terapéuticas, sagradas y sociales.

### Debate en torno a la coca de 1946-1947
En las décadas de 1930 y 1940, el psiquiatra Carlos Gutiérrez-Noriega y el doctor Vicente Zapata Ortiz realizaron estudios sobre la coca y la cocaína en Perú, argumentando, entre otras conclusiones, que el «cocaísmo, analfabetismo y actitud negativista frente a la cultura superior, están estrechamente relacionados» y que «el coqueo favorece la introversión y el predominio autista, alejando al sujeto de la realidad y perturbando su adaptación al medio social».
Al contrario de lo argumentado por Gutiérrez-Noriega y Zapata Ortiz, el médico e investigador Carlos Monge Medrano, en ese entonces director del Instituto de Biología Andina, publicó un artículo en la revista Anales de la Facultad de Medicina editada por la Universidad Nacional Mayor de San Marcos en donde establece que basándose en los estudios a la fecha se inclina «más bien a admitir la necesidad e inocuidad de la droga en las condiciones extremas de vida en altitud» y que:

En resumen, se puede concluir que el hábito del "coqueo" no ocasiona enfermedad clínicamente establecida, ni ofrece las características comunes a la toxicomanía. Más bien, es posible suponer que actúa como agente farmacológico potenciador de las reacciones humorales que permiten un mayor rendimiento al individuo. Es esta última, una hipótesis de trabajo actualmente en estudio por los miembros del Instituto de Biología Andina.
El problema de la coca en el Perú (1946)
Carlos Monge Medrano

De acuerdo a Amadeo Delgado Pastor, las conclusiones de los estudios de Gutiérrez-Noriega y Zapata Ortiz sobre el uso tradicional de la coca, visto como un problema de salud, originó que el Gobierno del Perú a través de su delegado permanente en las Naciones Unidas, Carlos Holguín de Lavalle, haya solicitado en marzo de 1947 la realización del estudio sobre el chacchado.

## La comisión
El 2 de marzo de 1949 a través de la resolución 202 (VIII) del Consejo Económico y Social de las Naciones Unidas se seleccionaron a las siguientes personas como miembros de la comisión:
- Expertos en temas administrativos y narcóticos: Howard B. Fonda (EE.UU), Jean-Philippe Razzet (Francia)
- Expertos en temas médicos: Frederic Verzar (Hungría) y Marcel Granier Doyeux (Venezuela)

### Itinerario
La comisión salió de Nueva York el 10 de septiembre de 1949 para realizar la investigación en Perú y Bolivia, retornando a esa ciudad el 4 de diciembre del mismo año. La investigación duró menos de tres meses y el itinerario de las visitas fue el siguiente:
- En Perú:[18]
  - Del 12 al 20 de septiembre: Lima
  - Del 22 de septiembre al 16 de octubre: Arequipa, Puno y Cusco (incluido el valle de Quillabamba)
  - Del 20 al 26 de octubre: Tingo María, Huánuco, Cerro de Pasco y La Oroya
  - Del 23 de noviembre al 3 de diciembre: Trujillo y Cajamarca
- En Bolivia:[18]
  - Del 1 al 22 de noviembre: La Paz, Coroico, Coripata, Chulumani, Cochabamba y Catavi